# Lijst van Claisen-omleggingen
De Claisen-omlegging is een klassieker binnen de organische naamreacties en werd voor het eerst beschreven door Rainer Ludwig Claisen in 1912. De eerste voorbeelden van deze omlegging waren de omzetting van fenylallylether naar o-allylfenol, en van O-allylethylacetoacetaat naar het corresponderende C-isomeer:
De reactie en het achterliggende mechanisme hebben doorheen de tijd menig scheikundige geboeid. Dit heeft geleid (en leidt nog steeds) tot de ontwikkeling van efficiëntere methodes en verruiming van de kennis omtrent het exacte reactiemechanisme. Men klasseert de Claisen-omlegging als een [3,3]-sigmatrope omlegging en enkele andere reacties vertonen sterke overeenkomsten met de oorspronkelijke Claisen-omlegging. Om een duidelijk onderscheid te maken geeft men een andere naam, maar om de overeenkomst te benadrukken voegt men dikwijls "Claisen" toe.

## Lijst
Deze lijst poogt een overzicht te vormen van deze [3,3]-sigmatrope omleggingen die gerelateerd zijn aan de Claisen-omlegging:
- Aza-Claisen-omlegging
- Bellus-Claisen-omlegging
- Carroll-Claisen-omlegging (ook wel Carroll-omlegging)
- Chelaat-Claisen-omlegging
- Staudinger-Claisen-omlegging (ook wel Chen-Mapp-omlegging)
- Chroom-oxidatie
- Claisen-omlegging
- Diosfenol-Claisen-omlegging
- Eschenmoser-Claisen-omlegging (ook wel Eschenmoser-omlegging)
- Enzymatische Claisen-omlegging
- Ireland-Claisen-omlegging
- Johnson-Claisen-omlegging (ook wel Johnson-omlegging)
- Metallo-Claisen-omlegging
- Overman-omlegging
- Reformatskii-Claisen-omlegging
- Retro-Claisen-omlegging
- Thio-Claisen-omlegging

## Grafisch overzicht
| Aza-Claisen-omlegging | Bellus-Claisen-omlegging | Carroll-omlegging         |
| --------------------- | ------------------------ | ------------------------- |
| aza-Claisen-omlegging | Bellus-Claisen-omlegging | Carroll-Claisen-omlegging |

| Chelaat-Claisen-omlegging | Chen-Mapp-omlegging | Chroom-oxidatie |
| ------------------------- | ------------------- | --------------- |
| Chelaat-Claisen-omlegging | Chen-Mapp-omlegging | Chroomoxidatie  |

| Claisen-omlegging | Diosfenol-Claisen-omlegging | Eschenmoser-omlegging         |
| ----------------- | --------------------------- | ----------------------------- |
| Claisen-omlegging | Diosfenol-Claisen-omlegging | Eschenmoser-Claisen-omlegging |

| Enzymatische Claisen-omlegging | Ireland-Claisen-omlegging | Johnson-omlegging |
| ------------------------------ | ------------------------- | ----------------- |
|                                | Ireland-Claisen-omlegging | Johnson-omlegging |

| Metallo-Claisen-omlegging | Overman-omlegging         | Reformatsky-Claisen-omlegging  |
| ------------------------- | ------------------------- | ------------------------------ |
| Metallo-Claisen-omlegging | Overman-Claisen-omlegging | Reformatskii-Claisen-omlegging |

| Retro-Claisen-omlegging | Thio-Claisen-omlegging |
| ----------------------- | ---------------------- |
| Retro-Claisen-omlegging | Thio-Claisen-omlegging |